# Theodore Roosevelt Lake
Der Theodore Roosevelt Lake in Arizona USA ist ein Stausee, der den Salt River und Tonto Creek staut. Stausee und Staumauer wurden nach Theodore Roosevelt benannt. Seine maximale Tiefe ist 74,7 m. Die einzige Stadt am Ufer ist Roosevelt.
Der Stausee war die Voraussetzung für das Wachstum der südwestlich gelegenen Stadt Phoenix zur Metropole.

## Staumauer

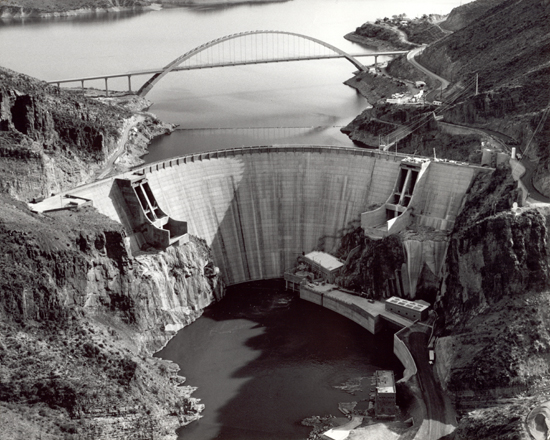
Roosevelt-Staumauer nach der Sanierung, 1996

Die Theodore-Roosevelt-Staumauer (Theodore Roosevelt Dam), die diesen See anstaut, wurde im Jahre 1905 begonnen und 1911 ihrer Bestimmung übergeben. Es war das erste größere von fünf Projekten, die nach dem Reclamation Act von 1902, mit dem auch der United States Reclamation Service, der Vorgänger des Bureau of Reclamation, gegründet wurde, begonnen wurden. Ihr Zweck war Bewässerung, Hochwasserschutz und Stromerzeugung.
Die ursprüngliche Höhe der Bogenstaumauer war 84 m und ihre Länge 216 m. Weitere Angaben für die Mauerhöhe sind 63 m und 93 m (die Differenzen könnten an den Bezugspunkten liegen). Zuerst hieß die Talsperre „Salt River Dam Nr. 1“, erst 1959 wurden Staumauer und Stausee offiziell nach Theodore Roosevelt umbenannt.
Die Staumauer war bei ihrer Fertigstellung mit 84 m Höhe die höchste Staumauer aus Mauerwerk der Erde. Sie gehörte zu den ersten Staumauern der Neuzeit, die in den USA höher als die im Mittelalter gebaute Kurit-Talsperre in Persien waren. Auch der Stausee soll zur Zeit seiner Entstehung mit seinen 2 Mrd. m³ Inhalt der größte von Menschen gemachte See der Erde gewesen sein.
Zwischen 1989 und 1996 wurde die Staumauer um 23 m auf 109 m (andere Angabe: 107 m) erhöht.
Der Stauinhalt wurde bei dem Umbau um 20 % vergrößert. In den Kosten von 430 Mio. Dollar sind drei andere Maßnahmen eingeschlossen: die neue Straßenführung des Highway 188 über eine neue Brücke, Erneuerungen am Wasserkraftwerk, und der Tunnel Lake Tap im Zusammenhang mit den Druckrohren. Nach dem Umbau gab es eine längere Trockenperiode, so dass der Stauraum erst 2008 97 % seiner Kapazität erreichte.
Das Wasserkraftwerk der Talsperre hat eine elektrische Leistung von 36 MW.